# القطنة
قرية القطنة هي إحدى القرى التابعة لمركز طما بمحافظة سوهاج في جمهورية مصر العربية. حسب إحصاءات سنة 2006، بلغ إجمالي السكان في القطنة 4429 نسمة، منهم 2245 رجل و2184 امرأة.